# Donje Selo, Cetinje
Donje Selo este un sat din comuna Cetinje, Muntenegru. Conform datelor de la recensământul din 2003, localitatea are 23 de locuitori (la recensământul din 1991 erau 47 de locuitori).

## Demografie
În satul Donje Selo locuiesc 23 de persoane adulte, iar vârsta medie a populației este de 62,5 de ani (53,5 la bărbați și 70,7 la femei). În localitate sunt 14 gospodării, iar numărul mediu de membri în gospodărie este de 1,64.
|  |

| Demografie | Demografie | Demografie |
| An         | Locuitori  | Locuitori  |
| ---------- | ---------- | ---------- |
|            |            |            |
|            |            |            |
|            |            |            |
|            |            |            |
| 1948       | 321        |            |
| 1953       | 293        |            |
| 1961       | 214        |            |
| 1971       | 95         |            |
| 1981       | 53         |            |
| 1991       | 47         | 47         |
| 2003       | 25         | 23         |

| \| Componența etnică conform recensământului din 2003[2] \| Componența etnică conform recensământului din 2003[2] \| Componența etnică conform recensământului din 2003[2] \| Componența etnică conform recensământului din 2003[2] \| Componența etnică conform recensământului din 2003[2] \| \| ----------------------------------------------------- \| ----------------------------------------------------- \| ----------------------------------------------------- \| ----------------------------------------------------- \| ----------------------------------------------------- \| \| \| \| \| \| \| \| Muntenegreni \| Muntenegreni \| \| 21 \| 91,3% \| \| Sârbi \| Sârbi \| \| 1 \| 4,34% \| \| necunoscută \| necunoscută \| \| 1 \| 4,34% \| |              |  |    |       |
| Componența etnică conform recensământului din 2003 |              |  |    |       |
| |              |  |    |       |
| Muntenegreni | Muntenegreni |  | 21 | 91,3% |
| Sârbi | Sârbi        |  | 1  | 4,34% |
| necunoscută | necunoscută  |  | 1  | 4,34% |